# Friedensbrücke (Würzburg)

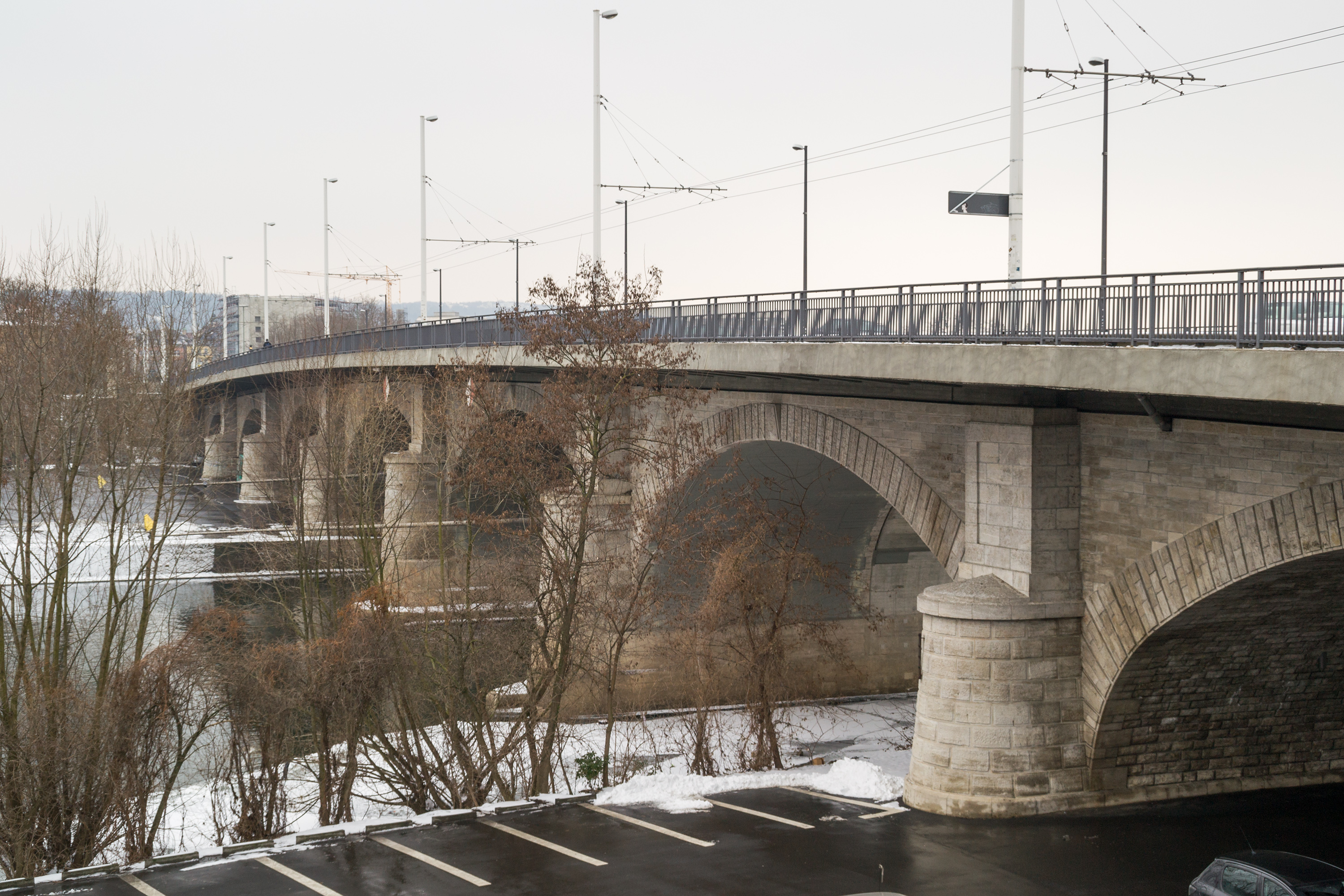
Südseite der Friedensbrücke

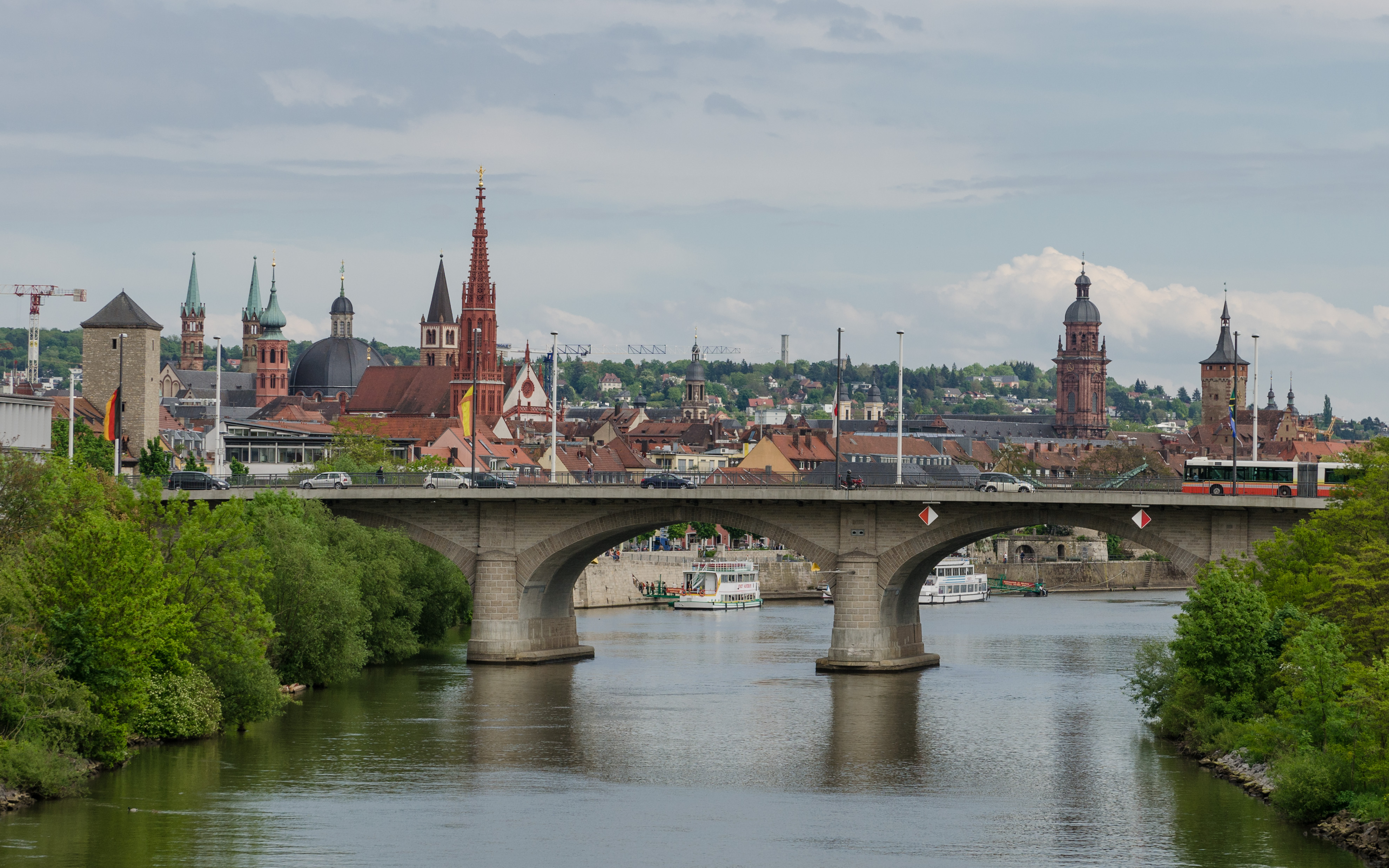
Nordseite der Friedensbrücke

Die Friedensbrücke, ursprünglich Luitpoldbrücke genannt, ist eine von sieben Brücken, die in Würzburg über den Main führen. Über sie führen die Bundesstraßen B 8 und B 27 als vierspurige Straße, die Trasse zweier Straßenbahnlinien und an den beiden Außenseiten Fuß- und Fahrradwege.

## Lage
Die Friedensbrücke befindet sich bei Mainkilometer 251,64  im Norden Würzburgs zwischen der Brücke der Deutschen Einheit und der weiter südlich gelegenen Alten Mainbrücke. Sie verbindet die Altstadt rechts des Mains mit dem auf der linken Seite des Flusses gelegenen Stadtteil Zellerau. Die nächsten für den Kraftfahrtverkehr freigegebenen Brücken sind im Norden die Brücke der Deutschen Einheit und im Süden die Ludwigsbrücke.

## Geschichte

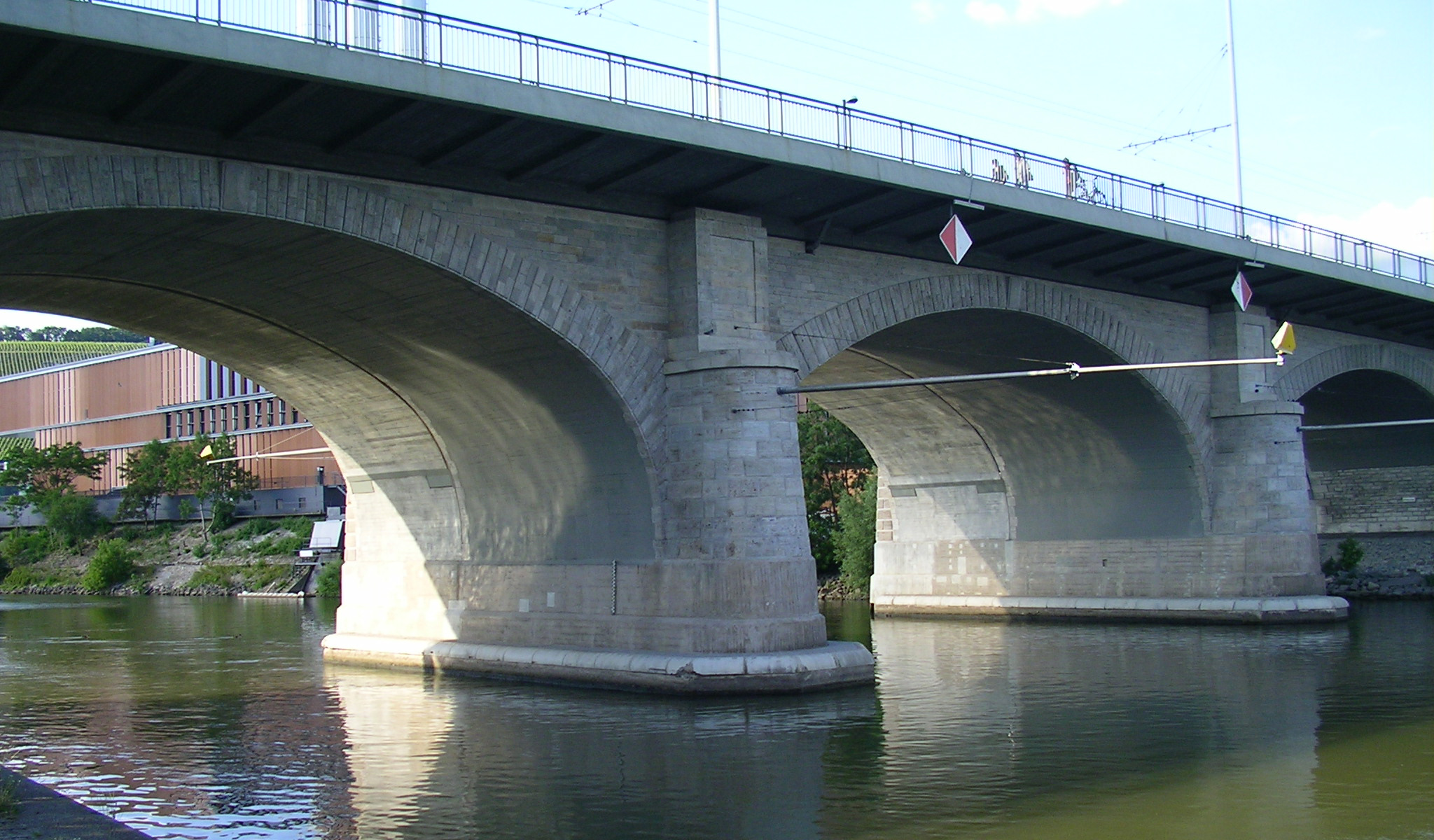
Brückenpfeiler mit Ummantelung

Die Brücke wurde von Frühjahr 1886 bis April 1888 nach Plänen von Josef Scherpf (Stadtbaurat ab 1875) erbaut, um die Alte Mainbrücke vom zunehmenden Verkehr zu entlasten und die neue Ringstraße, den heutigen Röntgenring, zur links des Mains gelegenen Zellerau fortzusetzen. 1883 plante Scherpf noch einen eiserenen Oberbau auf Steinpfeilern, musste aber aus Kostengründen den Entwurf zur heutigen Gewölbekonstruktion aus Bruchstein ändern. Den Bau führten im Wesentlichen die Würzburger Firma Friedrich Buchner und Baumeister J. E. Weber durch. Die eiserenen Geländer fertigte die Firma Georg Noell & Co. Maschinen- und Eisenbahnbedarfsfabrik und Brückenbauanstalt von Georg Heinrich Noell. Am 29. April 1888 wurde die Brücke als Luitpoldbrücke, benannt nach Prinzregent Luitpold von Bayern, der im September 1886 einen Gedenkstein in einen der Brückenpfeiler eingesetzt hatte, durch den Ersten Bürgermeister Johann Georg Steidle für den Verkehr freigegeben. Am 23. Januar 1888 wurden eine Pergamenturkunde mit der Bauschilderung und andere Schriftstücke sowie Bildnisse von Luitpold, Kaiser Wilhelm I. und Papst Leo XIII. in einen der Brückenköpfe eingebracht. Die Friedensbrücke ist nach der Alten Mainbrücke die zweitälteste Brücke über den Main in Würzburg. Die erste Straßenbahn fuhr im September 1900 über die Brücke.
Kurz vor Ende des Zweiten Weltkriegs wurde die Brücke am 2. April 1945 gegen 17:15 Uhr als Letzte der drei damals im Bereich der Würzburger Altstadt existierenden Mainbrücken von deutschen Truppen gesprengt, um die Einnahme der Stadt durch die Amerikaner zu verhindern. Nach dem Wiederaufbau der drei zerstörten Bögen wurde die Brücke im November 1948 als Friedensbrücke wieder für den Verkehr freigegeben; der Straßenbahnverkehr über die Brücke wurde am 30. November 1948 wieder aufgenommen.
In den Jahren 1998 und 1999 wurde die Friedensbrücke von Grund auf saniert, umgebaut und verbreitert. Im Zuge dieser Arbeiten wurde für die über die Brücke führenden Straßenbahnlinien eine eigene, vom restlichen Verkehr getrennte Trasse angelegt, um den Verkehrsfluss zu optimieren. Die beiden im Main stehenden Brückenpfeiler wurden als Anfahrschutz vor Schiffen mit einer Ummantelung versehen.

## Konstruktion
Bei der Friedensbrücke handelt es sich um eine Steinbogenbrücke mit einer Gesamtlänge von etwa 200 Meter. Sie besteht aus insgesamt sieben langgestreckten Bögen von jeweils 24,5 Metern Spannweite, die von sechs Pfeilern getragen werden. Am linken Mainufer überspannen drei der Bögen den Parkplatz „Friedensbrücke“, die folgenden drei Bögen überspannen den Main und der letzte Bogen einen weiteren Parkplatz am rechten Ufer. Die Durchfahrtshöhe auf dem Fluss beträgt 6,45 m.